# Dinoszauruszok evolúciója
Ez a szócikk a dinoszauruszok evolúciójáról ad áttekintést és mutat be példákat. A dinoszauruszok közötti kapcsolatokról a dinoszauruszok rendszerezése szócikk szolgál bővebb információval.

A dinoszauruszok evolúciója

A dinoszauruszok az archosaurusokból fejlődtek ki, mintegy 232–234 millió évvel ezelőtt, a középső triász időszak ladin korszakában. A számukra létrehozott Dinosauria egy elfogadott klád, melynek tagjai számos egyedi jellegzetességgel rendelkeznek, mint például a koponya posztfrontális részének hiánya, vagy a felkarcsont vállövi részének meghosszabbodása.

## Az archosaurusoktól a dinoszauruszokig
Az első dinoszauruszok megjelenéséig vezető folyamat végigkövethető a korai archosaurusok, például a Proterosuchidae és az Erythrosuchidae családok, valamint az Euparkeria fosszíliáin. Ezek a kövületek 250, illetve a középső triász időszakból származó Ticinosuchus esetében 232–236 millió évesek. A krokodilalakúak szintén a középső triász idején élt archosaurusok leszármazottai.
A dinoszauruszok úgy definiálhatók, mint a madarak (Hüllőmedencéjűek) és a Triceratops (Madármedencéjűek) utolsó közös őse, valamint ezen ős valamennyi leszármazottja. E definíció alapján a pterosaurusok (a mezozoikum bőrszárnyú repülő hüllői), valamint a további archosaurus csoportok egyértelműen kizárhatók a dinoszauruszok közül. A dinoszauruszként nem osztályozható archosaurusok közé tartozik a 220–225 millió éves Schleromochlus, valamint a 230–232 millió éves Lagerpeton és Marasuchus is.

## A legkorábbi dinoszauruszok
Az első ismert dinoszauruszok nagyjából 1–2 méter hosszú, két lábon járó húsevők voltak. A Spondylosoma még nem biztos, hogy dinoszaurusz volt, (koponya nélküli) fosszíliáit próbaképpen 230–232 millió évesnek datálták. A legkorábbi igazolt dinoszaurusz fosszíliák közé tartozik a 225–232 millió éves Saturnalia, a 220–230 millió éves Herrerasaurus, a feltehetően 225–230 millió éves Staurikosaurus, a 220–230 millió éves Eoraptor és a 220–230 millió éves Alwalkeria. A Saturnalia bazális hüllőmedencéjű vagy prosauropoda lehetett, míg a többi bazális hüllőmedencéjű volt.
A legkorábbi madármedencéjűek egyike a 220–230 millió éves Pisanosaurus. Azonban a 195–206 millió éves Lesothosaurus a csontváza jellemzői alapján a hüllőmedencéjűek fő fejlődési vonalához tartozott, így legalább olyan ősi, mint a Pisanosaurus.
A: Eoraptor, egy korai hüllőmedencéjű, B: Lesothosaurus, egy kezdetleges madármedencéjű, C: a (hüllőmedencéjű) Staurikosaurus medencecsontja, D: a (madármedencéjű) Lesothosaurus medencecsontja
Az ábra alapján nyilvánvaló, hogy a korai hüllőmedencéjűek és a korai madármedencéjűek egymásra hasonlítottak, de a ma élő krokodilokra nem. A hüllőmedencéjűeknél megmaradt a medencét alkotó csontok örökölt elrendezése. További különbségek észlelhetők a koponyán, ami a madármedencéjűek esetében jóval egyszerűbb, és az állkapocsízület is sokkal rugalmasabb; mindkettő a növényevő életmódhoz való alkalmazkodás jele, és mindkettő felfedezhető a Lesothosaurusnál.

## Hüllőmedencéjűek
A hüllőmedencéjűek bazális képviselőin kívüli tagjai két csoportra, a sauropodomorphákra és a theropodákra váltak szét. A sauropodomorphák a prosauropodákra és a sauropodákra oszthatók fel, míg a theropodák fejlődési útjai rendkívül szerteágazók. A Dinosauria (2004-es kiadása) a theropodákat a Ceratosauria, a bazális Tetanurae, a Tyrannosauroidea, az Ornithomimosauria, a Therizinosauroidea, az Oviraptorosauria, a Troodontidae, a Dromaeosauridae és a bazális Avialae kládokra bontja. Az egyes kládok különböző időpontokban váltak le a fő fejlődési ágról (a részletes kapcsolataik áttekintéséhez lásd: Dinoszauruszok rendszerezése).

### Sauropodomorpha
Az első sauropodomorphák a prosauropodák voltak. A prosauropodák fosszíliái a késő triász és a kora jura időszak tájáról, 227–180 millió évvel ezelőttről származnak. Az egyik legkorábbi feltételezett képviselőjük az Azendohsaurus volt, amely 222–225 millió évvel ezelőtt élt. Két vagy négy lábon közlekedhettek, a farkuk és a nyakuk hosszú, a fejük pedig aránylag kicsi volt. Hosszuk 2,5 és 10 méter között változott és elsődlegesen növényevő életmódot folytattak. A legkorábbi prosauropodák, mint például a 205–220 millió évvel ezelőtti Thecodontosaurus még őseikhez hasonlóan két lábon jártak, és fejük a testükhöz viszonyítva nagy volt.
Ezekből az állatokból fejlődtek ki a sauropodák, melyek óriási méretű négy lábon járó növényevők voltak, némelyikük akár 25 méteresre is megnőtt. E klád jellemzői közé tartozik például a mellső és hátsó lábak egymáshoz viszonyított 0,6 feletti aránya. A legtöbb sauropoda hátsó lába nagyobb volt a mellsőnél, az egyik legjelentősebb kivétel a Brachiosaurus, melynek meghosszabbodott mellső lábai arra utalnak, hogy a magas fák lombjaival táplálkozott, a ma élő zsiráfokhoz hasonlóan.
A sauropodák fosszíliái megtalálhatók a legkorábbi dinoszauruszok idejétől egészen a kréta–tercier kihalási eseményig, azaz 227-től 66 millió évvel ezelőttig. Legtöbbjük a jura időszakban, 227–121 millió éve élt.
A kréta időszaki sauropodák két csoportra oszthatók. A Diplodocoidea öregcsalád 121–66 millió évvel ezelőtt élt, a Titanosauriformes klád pedig 132–66 millió éve. A későbbi csoporton belül a Titanosauria és a Brachiosauridae alcsoportok különböztethetők meg. A Diplodocoidea és a Titanosauriformes csoportok a neosauropodák leszármazottai, melyek 169 millió éve jelentek meg.
A sauropodák a valaha élt legnagyobb szárazföldi állatok voltak, jól felismerhetők aránylag kis koponyájukról. A prosauropodák és sauropodák testhosszának növekedését, valamint koponyahosszuk csökkenését, az idő függvényében az alábbi grafikonok szemléltetik (a hosszadatok méterben vannak megadva, az idő pedig évmilliókban):

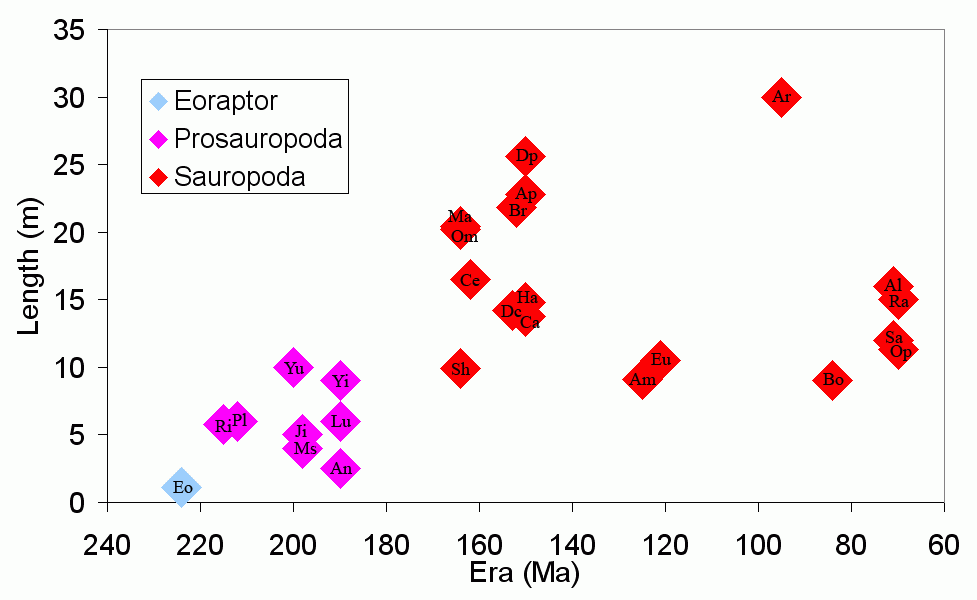
Függőleges tengely: az állat hossza méterben, vízszintes tengely: évmilliók

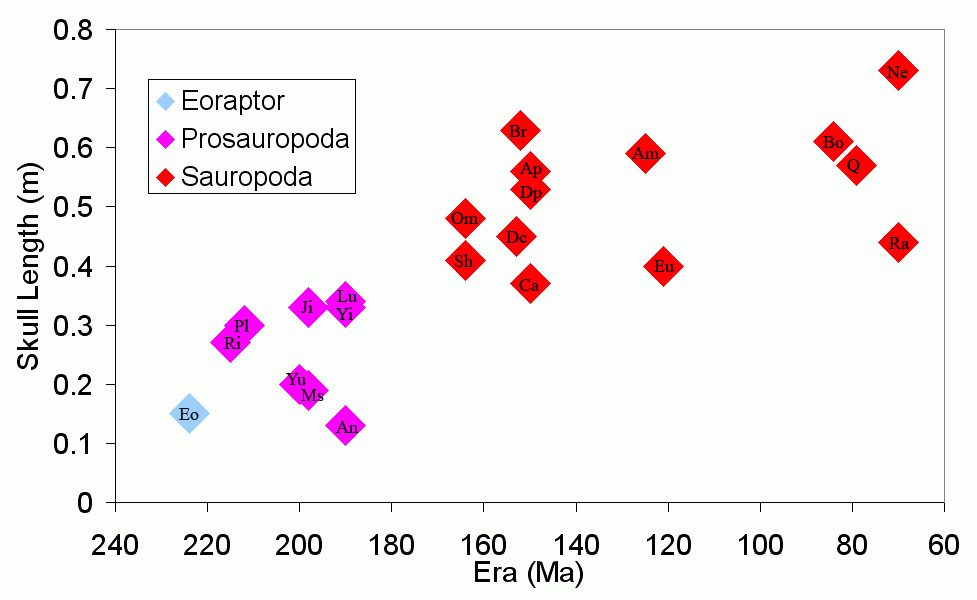
Függőleges tengely: a koponya mérete méterben, vízszintes tengely: évmilliók

A grafikonok készítéséhez felhasznált dinoszauruszok (időrendi sorrendben): Eo Eoraptor; Prosauropodák: Ri Riojasaurus, Pl Plateosaurus, Yu Yunnanosaurus, Ms Massospondylus, Ji Jingshanosaurus, An Anchisaurus, Lu Lufengosaurus, Yi Yimenosaurus, ; és a sauropodák: Sh Shunosaurus, Om Omeisaurus, Mm Mamenchisaurus, Ce Cetiosaurus, Dc Dicraeosaurus, Br Brachiosaurus, Eu Euhelopus, Ap Apatosaurus, Ca Camarasaurus, Dp Diplodocus, Ha Haplocanthosaurus, Am Amargasaurus, Ar Argentinosaurus (approx), Bo Bonitasaura, Q Quaesitosaurus, Al Alamosaurus, Sa Saltasaurus, Ra Rapetosaurus, Op Opisthocoelicaudia, Ne Nemegtosaurus.
Az Argentinosaurus kivételével (az időkihagyást is beleszámítva) ezek a grafikonok mindössze a sauropodák közel teljes csontváz fosszíliáik alapján ismert hosszát ábrázolják. A többi, igen nagy méretű sauropoda adatait nem tünteti fel (lásd: A dinoszauruszok mérete#Sauropodák), mivel ezeknek csak meglehetősen hiányos csontvázai kerültek elő. Az Eoraptor koponyájának hossza a test hosszához viszonyítva sokkal nagyobb, mint a sauropodáké. Az ábrán szereplők között a leghosszabb koponya a Nemegtosaurusé, melyről azt gondolják, hogy nem tartozott a nagy sauropodák közé. A koponyáját egy fej nélküli, 11 méter hosszú Opisthocoelicaudia csontváza mellett találták meg, és azt feltételezték, hogy ugyanahhoz a fajhoz, vagy legalábbis a Nemegtosauridae családhoz tartoztak, de a későbbiekben máshová sorolták be őket.
A kapcsolat a nagy növényevők és a nagy növények között tisztázatlan. A dinoszauruszok korában a növényzet 50%-a tűlevelűekből állt. A triász időszakban, nagyjából 190 millió évvel ezelőtt a számuk megnövekedett. A cikászok 120 millió éve váltak a második legnagyobb növénycsoporttá. A páfrányok száma ebben az időben nagyjából állandó volt. A virágos növények kora 120 millió éve kezdődött, és az időszak végére háttérbe szorították a cikászokat. A jura időszak végi kihalási esemény valamennyi növényevő dinoszauruszt károsan érintette.

### Theropoda
A legkorábbi theropoda fosszíliák (nem számítva a bazális hüllőmedencéjűeket) a Coelophysoidea öregcsalád tagjai voltak, mint például a Coelophysis, melyek a késő triász és a kora jura időszak idején éltek, 227–180 millió éve. A kladisztikai elemzés időnként kapcsolatot mutat fel köztük és a Ceratosauria csoport tagjai között. Kettőjük főbb jellemzői között szerepelnek a medenceöv változásai és a nemenként eltérő hátsó lábak. A többi ceratosaurida legelőször a késő jura időszak idején jelent meg, Észak-Amerika nyugati részén.
Ezeket követték a bazális Tetanurae klád tagjai, melyek fosszíliái a középső jurától a késő krétáig terjedő időszakból kerültek elő, mintegy 180–94 millió évvel ezelőttről. A maxilláris fogsoruk aránylag rövid volt. Nem mindegyikük tért le ugyanakkor a coelurosauridák felé vezető fejlődési vonalról. A bazális tetanuránok, köztük a megalosauridák és a spinosauridák eltértek az allosauridák kládjától, és számos nemük rokoni kapcsolata bizonytalan, beleértve a Compsognathust is. A Compsognathus kivételével nagytestűek voltak. Az allosauridák egy egyedi, hosszú életű kládot alkottak, melynek tagjai hasonló koponyajellemzőkkel rendelkeztek. Közéjük tartozott például a jól ismert Allosaurus és a Sinraptor. A theropodák különböző Coelurosauria kládokként való nagy mértékű elterjedése a középső és késő jura időszak során ment végbe, mivel az Archaeopteryx 152–154 millió évvel ezelőtt élt, és a kladisztikai elemzés szerint sok más coelurosauruscsoport korábban vált le a fejlődési vonalról. A Kínából előkerült fosszilis bizonyítékok arra utalnak, hogy a tollak már a kezdetleges coelurosaurusoknál jelen voltak. Közülük a legkezdetlegesebbet, például a  tyrannosauroidea Dilongot egyszerű, belül üreges szálak borították, amik hőszigetelésre alkalmasak voltak, de repülésre nem.
A véletlenszerűen előkerült csontok és a kladisztikai elemzések segítségével kimutatták, hogy a Tyrannosauroidea korán, még a középső jura időszak idején levált a többi theropoda fejlődési vonaláról, azonban közel teljes csontvázat nem találtak a 121–127 millió évvel ezelőtt élt Eotyrannusénál korábbról, és a Tyrannosaurus számos közeli rokona 84 millió évvel ezelőttig, a késő kréta végéig meg sem jelent.
Az Ornithomimosauria fosszíliák 127–66 millió évvel ezelőttről származnak. Fő fejlődési vonaluk legkorábbi ágának a Harpymimust tartják.
A Therizinosauroidea öregcsalád tagjai szokatlan, többnyire növényevő theropodák voltak, melyek az ornithomimosaurusokkal egyidőben éltek.
A maniraptorák közé tartoztak az oviraptorosaurusok, a deinonychosaurusok és a korai madarak, melyek közös jellemzője a görbe szárú singcsont volt.
A 127–66 millió évvel ezelőtt élt oviraptorosaurusok nagy mértékben módosult fogatlan koponyával, és szokatlanul rövid farokkal rendelkeztek.
A deinonychosaurusok, melyek a nevüket a második lábujjukon levő sarló alakú karomról kapták, közeli rokonai voltak a korai madaraknak. Két, egy időben élt családjuk alakult ki, a Troodontidae és a Dromaeosauridae. A troodontidák könnyű testfelépítésű, hosszú lábú állatok voltak. Legkorábbi képviselőjük a Sinornithoides 120–100 millió évvel ezelőtt élt, a kora kréta időszakban. A dromaeosauridák egyetlen neme, a Utahraptor 144 millió éve, jóval az időszak vége előtt kihalt. Ez azért érdekes, mert a legújabb kladisztikai elemzés szerint a Utahraptor állt a lehető legtávolabb theropoda őseitől, messzebb volt tőlük még az  Archaeopteryxnél is. A dromaeosauridák családjának legismertebb képviselői a Dromaeosaurus, a Deinonychus és a Velociraptor.
Az ősi madarak (Avialae) közé tartoznak az Aves osztály tagjai, melyek a modern madarak és az Archaeopteryx közös ősének leszármazottai, valamint a jóval fejletlenebb Epidendrosaurus. A korai madarak 154 millió éve jelentek meg, túlélték a 66 millió évvel ezelőtti kréta-tercier eseményt, és napjainkig fennmaradtak. A teljes csontvázak között megtalálták az újabb keletű Confuciusornis, az Ornithurae klád korai képviselőjének fosszíliáit. Az ornithuránok a farkuk végén egy, a csigolyák összenövésével keletkezett csontos képződményt (pygostylét) viseltek, ami a farktollaikat tartotta.

## Madármedencéjűek
A madármedencéjűek rendjének tagjai, mint ahogy a nevük is jelzi, madárszerű medenceövvel rendelkeztek, azonban nem ezek az állatok voltak a madarak ősei. A koponyájuk és a fogazatuk nagyon korán alkalmazkodott a növényevő életmódhoz. Legkorábbi ismert képviselőjük a Lesothosaurus, melynek koponyája nagy részén már láthatók a változások, például a kevésbé rugalmas felső állcsont és a lazábban kapcsolódó állkapocs. A főbb kládok már a kora jura idején kialakultak. Három nagy csoportjuk vált ismertté, a thyreophorák, az ornithopodák és a marginocephaliák.

### Thyreophorák
A csoport legfontosabb jellemzője a testet borító páncélzat (a scutum), ami már a kora jura időszakban élt Scutellosaurusnál is megtalálható volt, bár az állat hátat borító lemezek nem sokban tértek el a Lesothosaurusétól. Mindkettőnek hosszú farka volt, testtartásuk pedig, ami a két és négy lábon járó helyzet kombinációja, megkülönböztette őket valamennyi későbbi thyreophorától, beleértve a stegosaurusokat és az ankylosaurusokat is. E két klád, habár meglehetősen különbözik egymástól. a koponyáját és a csontvázát illetően több hasonló jellemzővel rendelkezik.
A stegosaurusok könnyen felismerhetők a gerincük mentén húzódó, feltűnő lemezekről, és a farkukon levő hosszú tüskékről. A legtöbbjüknek van egy tüskéje a vállai felett is. A lemezek és a tüskék a scutumokból fejlődtek ki. Legkorábbi és egyben legkezdetlegesebb képviselőjük a Huayangosaurus.
Az ankylosaurusok könnyen felismerhetők kiterjedt testpáncélzatukról. A koponyájuk nagy mértékben elcsontosodott. Fejlődésük kezdeti szakaszában két családjuk alakult ki, a Nodosauridae és az Ankylosauridae, melyek a koponyájuk tulajdonságai alapján különböztethetők meg egymástól.

### Ornithopoda
Az ornithopodák három csoportra, a Heterodontosauridae, a Hypsilophodontidae és az Iguanodontia kládra oszlottak fel.
A heterodontosauridák nagyon kis méretűek (1 méteresnél kisebb testhosszúságúak) voltak, és a kora jurától a késő juráig éltek. Az Abrictosaurus kivételével mindegyiküknek volt egy rövid felső és egy hosszabb alsó szemfoga. A mellső lábaik szokatlanul hosszúak voltak.
A hypsilophodontidák még közelebb álltak az őseikhez, mint a heterodontosauridák. A legmegkülönböztetőbb tulajdonságaik a rövid lapocka és a rúd alakú elő-szeméremcsonti nyúlvány. A legkorábbi képviselőjük az Agilisaurus Kínában élt, a középső jura időszakban.
Az iguanodontiák eltérő, de alaktanilag egymáshoz közel álló nemek voltak, melyek a késő kréta időszaki maradványaik alapján váltak ismertté. A jelentős eltérések között található a fogsor, az ínszalagokkal összekötött kézközép és az ujjonjáró (digitigrad) kéztartás. A Tenontosaurus a leginkább bazális iguanodontia. Emellett az ismert nemeik közé tartozik az Iguanodon, a Camptosaurus és a Muttaburrasaurus is.

### Marginocephalia

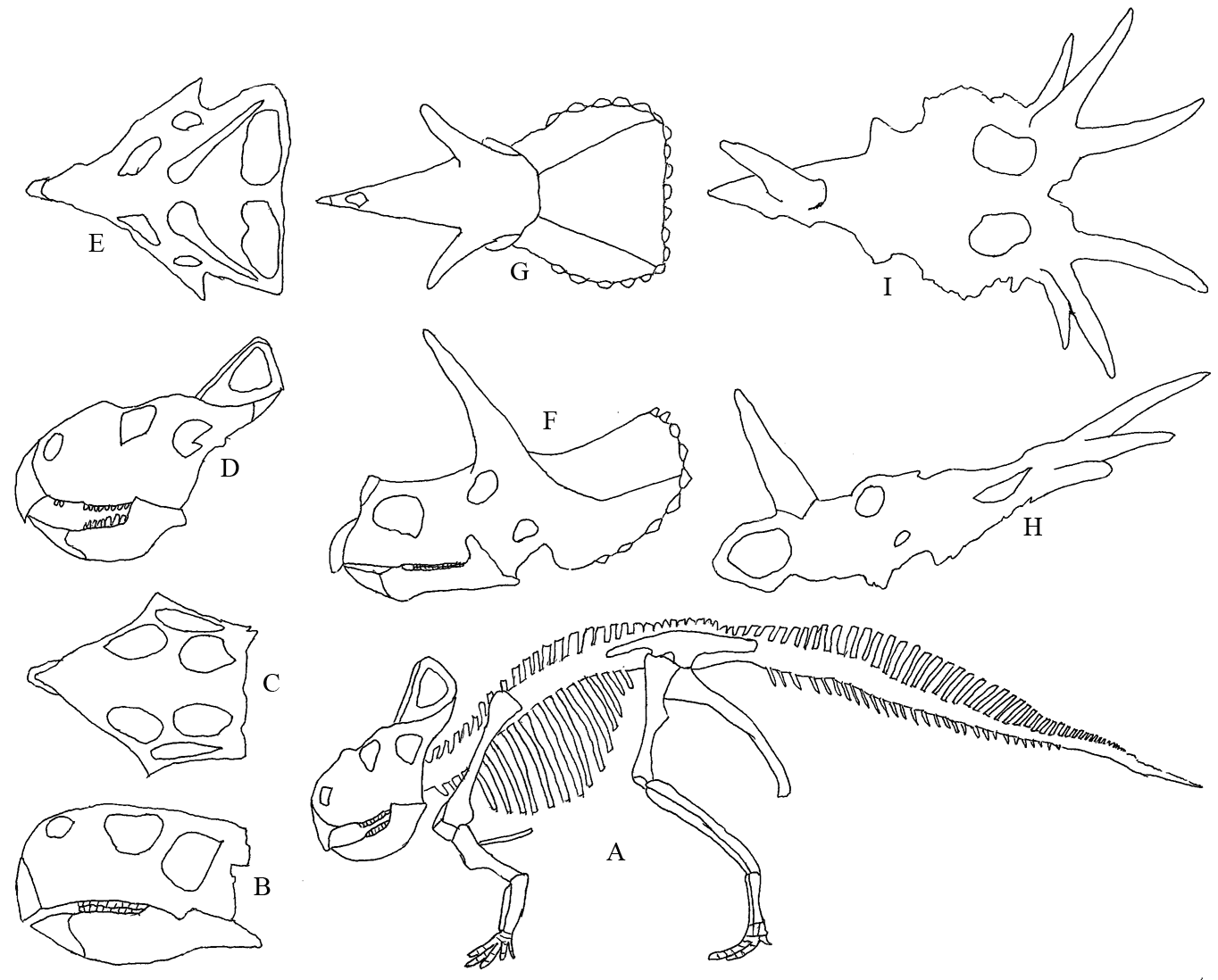
A ceratopsiák koponyájának sokfélesége. A) Protoceratops csontváz. B) – I) Koponyák. B) és C) Psittacosaurus oldalról és felülről. D) és E) Protoceratops oldalról és felülről. F) és G) Triceratops oldalról és felülről. H) és I) Styracosaurus oldalról (állkapocs nélkül) és felülről.

A marginocephalia kládot a tagjai koponyájának hátsó részén levő perem után nevezték el. Ebbe a csoportba tartoznak a pachycephalosaurusok és a ceratopsiák.
A pachycephalosaurusok könnyen felismerhetők a koponyájuk vastag felső részéről. A legkorábbi képviselőjük a Stenopelix, melynek maradványai a kora kréta időszaki Európából származnak.
A ceratopsiák legismertebb képviselői a Protoceratops, a Triceratops és a Styracosaurus, melyeken jól megfigyelhető a csontgallér és a tülkök fejlődése. A gallér az összes marginocephaliára jellemző peremből fejlődött ki. A ceratopsiák egy, a papagájcsőrű Psittacosaurust is tartalmazó bazális csoportra, és a neoceratopsiák kládjára oszthatók fel.
A ceratopsiák fejlődési sorrendje a kréta időszakban, nagy vonalakban a Psittacosaurustól (99–121 millió éve) a Protoceratopson (83 millió éve) és a Triceratopson (67 millió éve) át a Styracosaurusig (72 millió éve). Oldalnézetben a Psittacosaurus koponyája meglehetősen kis hasonlatosságot mutat a Styracosauruséval, de felülnézetből hasonló ötszögű elrendezés látható rajta.

## Fosszilis rekord

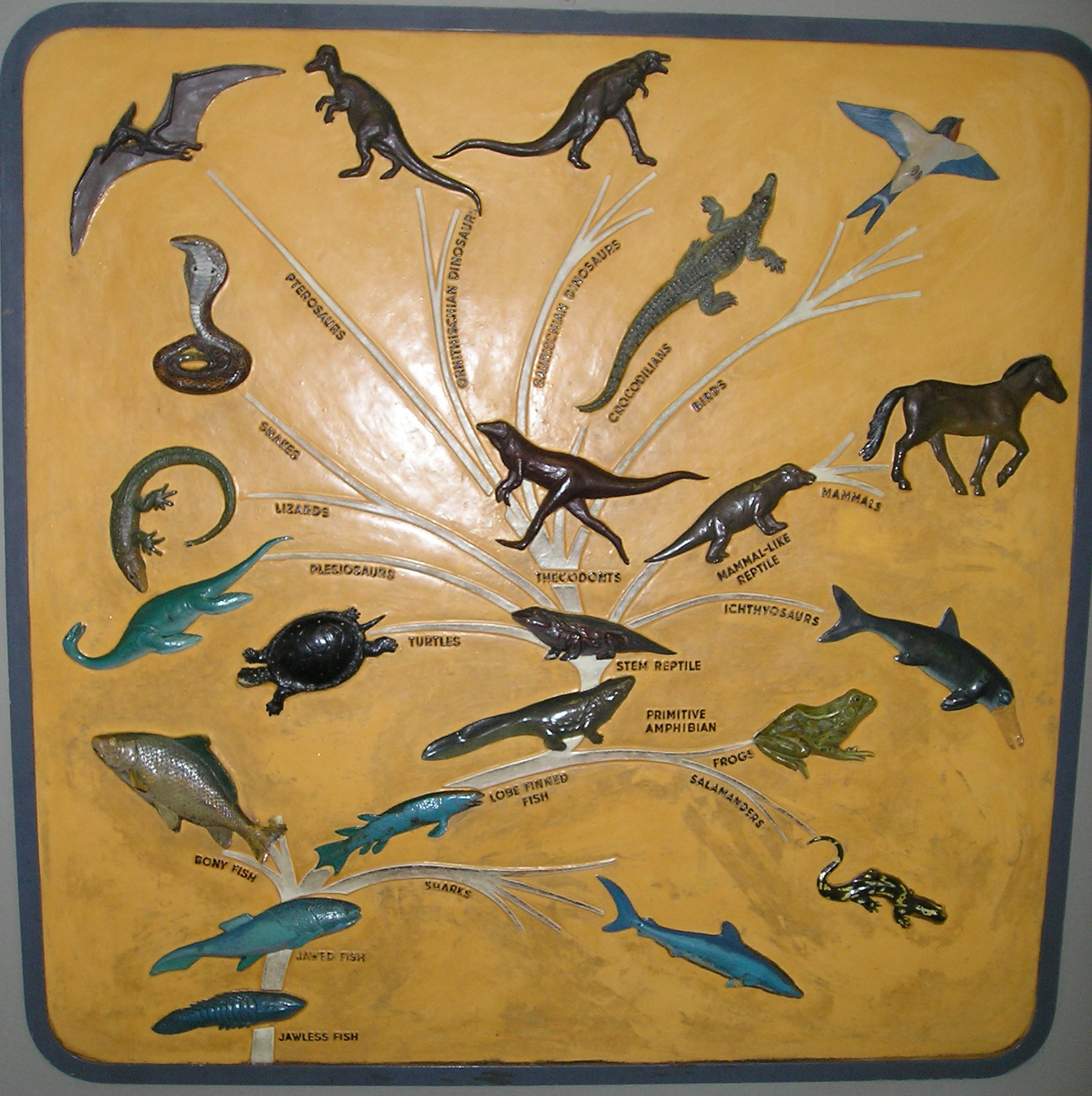
Az "életfa" elavult modellje a torontói Royal Ontario Múzeumban

A kezdetleges dinoszauruszok első néhány fejlődési vonalán rövid időn belül sokféle faj jelent meg a triász időszak során; rövid idő alatt kifejlesztették egyedi tulajdonságaikat és különböző méreteik folytán szinte valamennyi szárazföldi ökológiai fülkét betöltötték. Uralkodásuk idején, mely felölelte a következő jura és kréta időszakokat, szinte valamennyi 1 méternél nagyobb ismert szárazföldi állat dinoszaurusz volt2008 szeptemberéből[forrás?].
A fosszilis rekord minőségének fokmérője az első megjelenés dátumának és a fosszília elemek alakja szerint létrehozott kladogramon szereplő ágak sorrendjének összehasonlításából származik. Közeli hasonlóság észlelhető a madármedencéjűek, a hüllőmedencéjűek és alcsoportjaik között. A kladogramon ábrázolt kapcsolat a coelophysidák és a ceratosaurusok között, mindössze egy kivétel, amit az okozhat, hogy a coelophysidák megjelenése túl későre esik. Erre a legegyszerűbb magyarázat az összetartó fejlődés – a ceratosaurusok csontjainak alakja függetlenül fejlődött a korai coelophysidákéhoz hasonlóvá. De az is lehetséges, hogy a ceratosaurusok jóval korábban jelentek meg, mint ahogy arra a fosszilis rekord alapján következtetni lehet.
A legtöbb dinoszauruszfosszília a nori–sinemuri, a kimmeridge-i–tithon és a campaniai–maastrichti korszakokból származik. A közbeeső korszakokon átívelő fejlődési vonalak folyamatossága azt mutatja, hogy a közbeeső korszakokat csak a megőrződött leletek hiányossága okozza, mintsem a változatosság vagy a bőség csökkenése.
A kladisztikai elemzés számos példánynál kimutatta, hogy a különböző korszakok ősi fejlődési vonalai elvesznek a közbülső korszakokban. Az elveszett ősi fejlődési vonalak hosszát 1997-ben 25 (Lesothosaurus, Genasauria, Hadrosauroidea, Sauropoda, Neoceratopsia, Coelurosauria) – 85 millió évesre becsülték (Carcharodontosauridae). Mivel a dinoszauruszok kis méretű fajokként kezdtek elterjedni, korai történetük jobbára megőrzetlen, ugyanis a kisebb állatok nehezebben fosszilizálódnak. Azonban az egyes elveszett fejlődési vonalak, nevezetesen a Carcharodontosauridae és az Abelisauridae esetében más magyarázatot igényelnek, mert az elveszett időtartam kiterjed a fosszíliákban gazdag időszakokra is.

## Fejlődési irányvonalak

### Testméret
A testméret azért fontos, mert összefüggésben áll a metabolizmussal, a táplálkozással, az életúttal, a földrajzi elterjedéssel és a kihalási aránnyal. A dinoszauruszok becsült testtömege 1 és 20 tonna között volt a mezozoikum valamennyi nagyobb kontinensén. Számos dinoszaurusz kládnál tendencia volt a testtömeg növekedése, például a thyreophoráknál, az ornithopodáknál, a pachycephalosaurusoknál, a ceratopsiáknál, a sauropodomorpháknál és a bazális theropodáknál.
Néhány fejlődési vonalnál észrevehetően csökkent a testméret, de ez a jelenség szórványosan fordul elő. A testméret csökkenésére vonatkozó legismertebb példa az, ami az első madarak megjelenéséhez vezetett; az Archaeopteryx 10 kilogramm alatt volt, és a későbbi Aves klád tagjai, a Confuciusornis és a Sinornis is csak seregély- vagy galambméretűek voltak.

### Mobilitás
Az ősi dinoszauruszok két lábon jártak. A négy lábon való járás kifejlődése négy alkalommal történt meg; az Euornithopoda, a Thyreophora, a Ceratopsia és a Sauropodomorpha ősei esetében. Mind a négy eset együtt járt a testméret megnövekedésével, ami egyirányú volt és visszafordíthatatlan.
A dinoszauruszok ujjainak elcsökevényesedése és elvesztése a mellső lábak külső részén (a III-as, a IV-es és az V-ös ujjakra vonatkozóan) egységes mintát mutat. A dinoszauruszok mellső lábának kezdetleges funkciója a fogás volt, a részben szembefordítható hüvelykujj segítségével, nem a testtömeg hordozására szolgált.

### A táplálékforrások hatása
Az ősi dinoszauruszok húsevők voltak. A növényevés három esetben alakult ki náluk, az ornithischia, a sauropodomorpha és a therizinosaurida kládoknál. A therizinosauridák egyedei növényevők vagy mindenevők lehettek. Az ornithischiáknál és a sauropodomorpháknál a növényevő életmódra való áttérés visszafordíthatatlan volt.
Átfogó elméletek foglalkoznak a növények és a növényevő dinoszauruszok párhuzamos fejlődésével. A prosauropodák késő triász végi megjelenését átmenetileg a korabeli növényvilág változatosabbá válásához kötötték. A ceratopsidák, az iguanodonták és a hadrosaurida ornithopodák kréta időszaki felemelkedését pedig próbaképpen a zárvatermők elterjedéséhez kapcsolták. Sajnálatos módon még nincsenek igazán jelentős adatok a növényevő dinoszauruszok étkezési szokásait illetően, azon kívül, hogy (a fosszíliák között gasztrolitokként ismert) zúzóköveket nyeltek az emésztésük megkönnyítésére.

## Biogeográfia

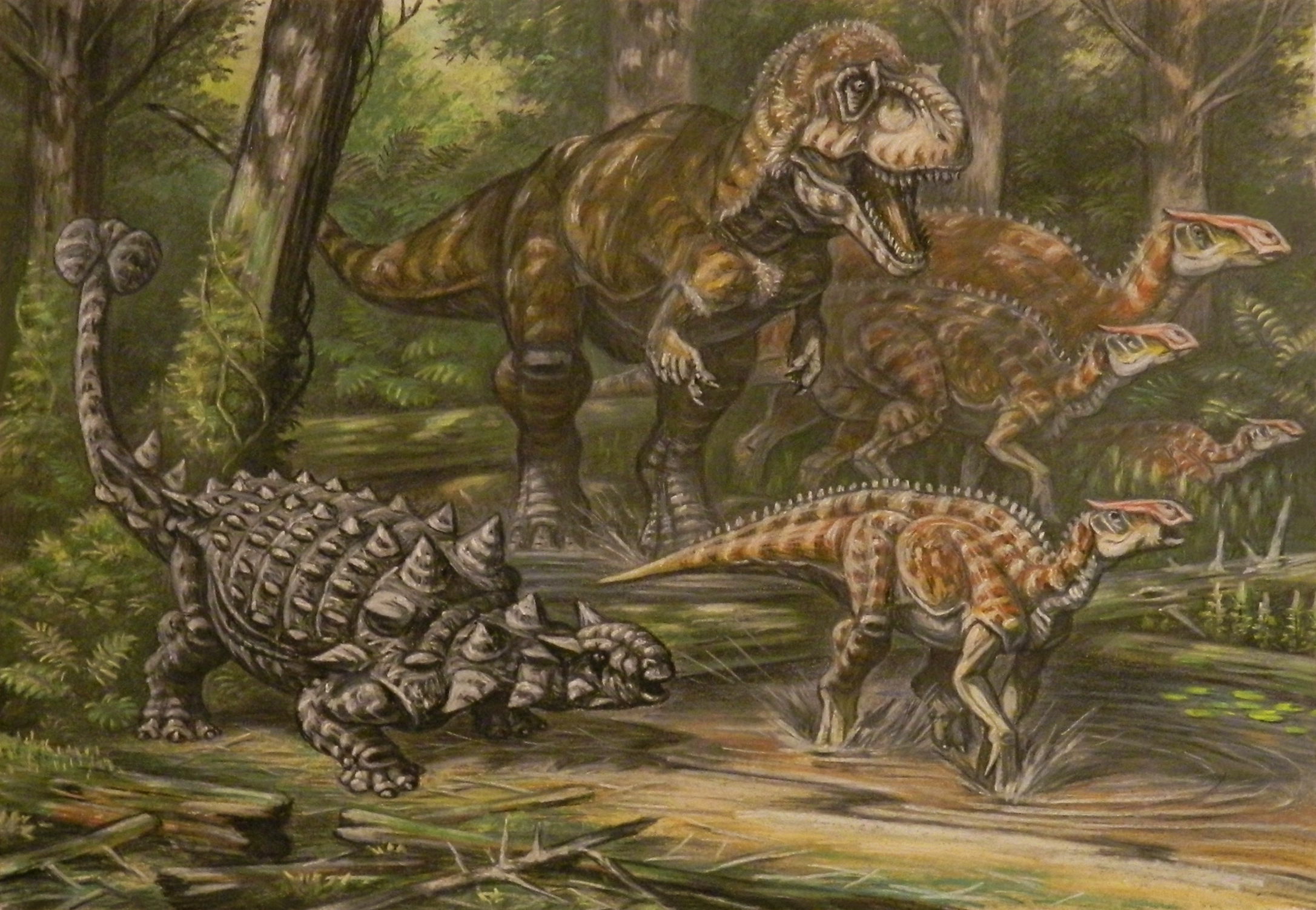
A mai Alberta tartomány területén fekvő „Oldman Formation” késő kréta időszaki dinoszauruszpopulációjának rekonstrukciója

A dinoszauruszpopulációk, melyek a Pangea széttöredezésének kezdetén még aránylag egységes tulajdonságokkal rendelkeztek, jelentős eltéréseket értek el a kréta időszak végére. Az ősi fajok földrajzi határok következtében való széttagolódását a biogeográfusok vizsgálják. A folyamat értelmezését megnehezíti a fosszilis bizonyítékok hiánya Észak-Amerika keleti részén, Madagaszkáron, Indiában, az Antarktiszon és Ausztráliában.
Nincs félreérthetetlen bizonyíték a dinoszauruszfajokat érő biogeográfiai behatásokra, de egyes kutatók körvonalazták számos dinoszauruszcsoport eredetét, továbbá a különböző terjedési utakat és a földrajzi elkülönülés időszakait. A dél-amerikai abelisaurida theropodák és az egykori Gondwanában élő dinoszauruszok biogeográfiai bizonyítékkal szolgálhatnak.
A dinoszauruszok közötti kapcsolatok bőséges bizonyítékkal szolgálnak a földfelszín egyes területei közötti elterjedésre. A tetanurán theropodák bejárták Észak-Amerika nyugati részét, Ázsiát, Dél-Amerikát, Afrikát és az Antarktiszt is. A pachycephalosaurusok és a ceratopsiák esetében egyértelműen bebizonyosodott, hogy többször, mindként irányban átvándoroltak a Bering-szigeten.

## Kihalás
A kréta időszak végén, mintegy 66 millió évvel ezelőtt bekövetkezett kréta–tercier kihalási esemény a dinoszauruszok kihalását okozta, azon fejlődési vonal kivételével, amely az első madarak megjelenéséhez vezetett.

## Fordítás
- Ez a szócikk részben vagy egészben  az   Evolution of dinosaurs című angol Wikipédia-szócikk ezen változatának fordításán alapul.  Az eredeti cikk szerkesztőit annak laptörténete sorolja fel. Ez a jelzés csupán a megfogalmazás eredetét és a szerzői jogokat jelzi, nem szolgál a cikkben szereplő információk forrásmegjelöléseként.